# Cantón de Mirambeau
El cantón de Mirambeau era una división administrativa francesa, que estaba situada en el departamento de Charente Marítimo y la región de Poitou-Charentes.

## Composición
El cantón estaba formado por diecinueve comunas:
- Allas-Bocage
- Boisredon
- Consac
- Courpignac
- Mirambeau
- Nieul-le-Virouil
- Saint-Bonnet-sur-Gironde
- Saint-Ciers-du-Taillon
- Saint-Dizant-du-Bois
- Sainte-Ramée
- Saint-Georges-des-Agoûts
- Saint-Hilaire-du-Bois
- Saint-Martial-de-Mirambeau
- Saint-Sorlin-de-Conac
- Saint-Thomas-de-Conac
- Salignac-de-Mirambeau
- Semillac
- Semoussac
- Soubran

## Supresión del cantón de Mirambeau
En aplicación del Decreto nº 2014-269 de 27 de febrero de 2014, el cantón de Mirambeau fue suprimido el 22 de marzo de 2015 y sus 19 comunas pasaron a formar parte; catorce del nuevo cantón de Pons y cinco del nuevo cantón de Jonzac.